# Hermann Brandenburg
Hermann Brandenburg (* 14. Juli 1959) ist ein deutscher Gerontologe.

## Leben
Er studierte Sozialwissenschaften an der Universität Bochum, Abschluss: Diplom-Sozialwissenschaftler (Schwerpunkt Soziologie, Sozialpolitik), Gerontologie an der Universität Heidelberg, Abschluss: Diplom-Gerontologe und Philosophie und Neuere Deutsche Literaturwissenschaft an der Fern-Universität Hagen, Abschluss: M.A. Er war als wissenschaftlicher Mitarbeiter am Institut für Gerontologie, danach Promotion mit dem Thema: Formen der Lebensführung im Alltag bei hilfe- und pflegebedürftigen älteren Menschen – Zusammenhänge zur Gesundheit und zum sozial-räumlichen Kontext bei Ursula Lehr (1930–2022). Er ist staatlich anerkannter Altenpfleger und war mehrjährig in verschiedenen Pflegeheimen (Schwerpunkt Gerontopsychiatrie) tätig. 
Im Juli 1996 wurde er zum Professor für Grundlagen der Pflege/Pflegewissenschaft an der Katholischen Fachhochschule Freiburg (ab 1999 Professor für Gerontologie und Pflegewissenschaft; Arbeitsschwerpunkte: Gerontologische Pflege, Versorgungsforschung, Erkenntnis- und Wissenschaftstheorie (Pflegewissenschaft / Gerontologie)) berufen. Im März 2007 wurde er auf die Professur für „Gerontologische Pflege“ (50 %) an der PTH Vallendar und Professur für „Gerontologie und Pflegewissenschaft“ (50 %) an der Katholischen Fachhochschule Freiburg berufen. Im Oktober 2010 wechselte er vollständig nach Vallendar. Der Name der Hochschule wurde im Dezember 2021 geändert in Vinzenz Pallotti University. Ebenfalls im Jahr 2021 beschloss die Hochschule, die Fakultät für Pflegewissenschaft zu schließen.

## Publikationen
- Hermann Brandenburg: Attitudes of Nurses towards Transferring Nursing Models into Practice – First Results of a Pilot Study. In: Jürgen Osterbring (Hrsg.): Erster internationaler Pflegetheorienkongreß Nürnberg, Hans Huber Bern et al. 1998, S. 213 f.
- Hermann Brandenburg: Pflegewissenschaft. Lehr- und Arbeitsbuch zur Einführung in die Pflegewissenschaft, Band 1, Hans Huber Bern et al. 2003.
- Hermann Brandenburg & Stephan Dorschner: Pflegewissenschaft. 1. Lehr- und Arbeitsbuch zur Einführung in wissenschaftliches Denken in der Pflege. Unter Mitarbeit von Gerd Bekel, Volker Fenchel, Reinhard Lay, Meridean Maas, Marcel Remme und Janet Specht; Verlag Hans Huber, zweite Auflage, Bern 2006, ISBN 3-456-84161-2
- Hermann Brandenburg: Pflegewissenschaft. Lehr- und Arbeitsbuch zur Einführung in die Methoden der Pflegeforschung, Band 2, Hans Huber Bern et al. 2007, vierte Auflage 2023.
- Hermann Brandenburg, Manfred Hülsken-Giesler & Erika Sirsch (Hrsg.)(2016): Vom Zauber des Anfangs und den Chancen der Zukunft. Festschrift zum 10-jährigen Bestehen der pflegewissenschaftlichen Fakultät an der philosophisch-theologischen Hochschule Vallendar. Hogrefe, Bern. ISBN 3-456-85711-X.
- Hermann Brandenburg, Heike Kautz und Kathrin Kirsten (Hrsg.) unter Mitarbeit von Sabine Bartholomeyczik, Eva Birkenstock und Cornelius Bollheimer: Gerontologie kompakt. Kurzlehrbuch für professionelle Pflege und Soziale Arbeit. Hogrefe: Bern, 2022
- Hermann Brandenburg (2023)(Hrsg.). Pflegehabitus in der stationären Langzeitpflege von Menschen mit Demenz. Personenzentrierte Pflegebeziehungen nachhaltig gestalten. Stuttgart: Kohlhammer.